# علي الخليلي
علي فتح الله حسن الخليلي (1943-2013) أديب فلسطيني غزير الإنتاج، لقب "سادن الثقافة الفلسطينية في الأرض المحتلة منذ العام 1978 عبر تأسيسه الاتحاد الفلسطيني للكتّاب والأدباء وهو أحد الشعراء البارزين الذين ظهروا في النصف الثاني من سبعينيات القرن المنصرم، وممن وسمتهم مرحلة الكفاح الفلسطيني المسلح بميسمها اليساري، فمزج في أشعاره وفي كتاباته الذاتي بالوطني على غرار معظم شعراء فلسطين في تلك الحقبة الممتلئة بالأمل. وكانت نصوصه مفعمة بمفردات الحصار والقمع والاحتلال والنفي والمقاومة والشهداء والسجون...، وقد سجل حضوراً ساطعاً في تاريخ الثقافة الفلسطينية وفي المكتبة العربية، وبرز دوره الأدبي والثقافي وإسهاماته في المجالات الإبداعية في ميادين الشعر والقصة والدراسات للموروث الشعبي الفلسطيني.

## نشأته وحياته
ولد علي فتح الله الخليلي في حارة الياسمينة - حي القصبة بمدينة نابلس شمال الضفة الغربية، عام 1943، وفتح عينيه على نكبة شعبه عام 1948، وتعلم في مدارسها حتى الثانوية حيث انتقل عام 1962، إلى بيروت لإكمال تعليمه الجامعي وحصل على الإجازة من كلية التجارة في جامعة بيروت العربية عام 1966، وأثناء دراسته في بيروت بدأ يكتشف عالماً أدبياً وشعرياً مغايراً للسائد في الضفة الغربية والأردن، ما فتح عينيه على تجارب لم تكن معروفة تماماً في موطنه، فتشكّل وعيه الثقافي في تقاطع تيارات التحديث الشعري العربي في ستينات القرن الماضي وسبعيناته. ونضج وعيه السياسي والثقافي كذلك في إطار حركة المقاومة الفلسطينية خلال المرحلة نفسها، ما جعل توجهاته وخياراته الثقافية تصطفي إلى التعبير الشعري، وكذلك النثري، الذي يحتضن الوعي المُفارق، والمُقاوم، والحداثيّ الذي كان جزءاً من الحالة الثقافية التي احتضنتها العاصمة اللبنانية بيروت.

وبعد عودته عمل علي الخليلي في حقل التعليم، ثم انتقل للعمل في المملكة العربية السعودية حتى عام 1969 ثم ليبيا، لكنه لم يلبث أن عاد إلى فلسطين عام 1977 ليعمل في جريدة الفجر المقدسية، وأنشأ «الفجر الأدبي» وعمل رئيسا لتحريره، ثم رئيساً لتحرير الجريدة. وساهم في تأسيس الاتحاد الفلسطيني للكتاب والأدباء ونقابة الصحفيين الفلسطينيين.
 ومع قدوم السلطة الوطنية الفلسطينية شغل علي الخليلي منصب وكيل مساعد وزارة الثقافة الفلسطينية حتى عام 2005 حيث تقاعد وتفرغ للكتابة والتأليف.

## مؤلفاته
أصدر علي الخليلي نحو أربعين كتاباً في الشعر والرواية والبحث، وقد ترجمت بعض أعماله إلى الإنجليزية . 
ومنها إثنا عشر ديوان شعر، وثلاثة عشر كتاباً في النقد والتراث، والجزء الأول من سيرته الذاتية التي تناول فيها بجرأة وشفافية نشأته في أسرة عمالية مكافحة، حيث ولد لوالد يملك فرن خبز لا يبعد كثيراً عن منزل الشاعرة فدوى طوقان، وروايتان. وكرّس عدداً من أبحاثه لخدمة الثقافة الوطنية.

### الشعر
1- تضاريس من الذاكرة: اتحاد الكتاب والصحافيين الفلسطينيين – بيروت 1973

2- جدلية الوطن: دار العودة- بيروت 1974

3- نابلس تمضي إلى البحر: دار العودة – بيروت 1976

4- تكوين للوردة: الدار العربية للكتاب - تونس \ليبيا 1977

5- الضحك من رجموم الدمامة: دار ناصر – القدس 1978

6 - انتشار على باب المخيم: دار الكرمل – عمان 1978

7- ما زال الحلم محاولة خطرة: دار ابن رشد – القدس 1980

8- وحدك ثم تزدحم الحديقة: دار البيادر – القدس 1981

9- نحن يا مولانا: دار الأسوار – عكا 1984

10- سبحانك سبحاني من طينك طوفاني:اتحاد الكتاب الفلسطينيين – القدس 1990

11- القرابين أخوتي: وزارة الثقافة الأردنية – عمان 1996، اتحاد الكتاب الفلسطينيين – القدس 1996

12- هات لي عين الرضا هات لي عين السخط: وزارة الثقافة الفلسطينية – غزة 1996

13- خريف الصفات: بيت الشعر – رام الله 2001

14- حيلة خاسرة: مركز أوغاريت الثقافي – رام الله 2007

15 - شرفات الكلام الاتحاد العام للكتاب والأدباء الفلسطينيين-رام الله 2010

### البحث
1- التراث الفلسطيني والطبقات: دار الآداب – بيروت 1972، دار صلاح الدين-القدس 1976

2- أغاني الأطفال في فلسطين: دار صلاح الدين – القدس 1977

3- أغني العمل والعمال في فلسطين: دار ابن رشد-القدس، دار الفارابي-بيروت 1977

4- الغول/مدخل إلى الخرافة العربية: دار الرواد-القدس 1980

5- البطل الفلسطيني في الحكاية الشعبية: دار ابن رشد-القدس، منظمة التحرير الفلسطينية- بيروت 1979

6- النكتة العربية: دار الأسوار – عكا 1981

7- شروط وظواهر في أدب الأرض المحتلة: مؤسسة الفجر – القدس 1984

8- الكتابة بالأصابع المقيدة: دار الأسوار – عكا 1981

9- الانتفاضة والصحافة المحلية: مؤسسة باسيا – القدس 1989

10- الصحافة الفلسطينية تحت الاحتلال (مشترك): مؤسسة مواطن – رام الله 1991

11- الصحافة والديمقراطية (مشترك): مؤسسة بانوراما – القدس 1990

12- مرايا السخرية: دار الفكر – نابلس 1995

13- النص الموارب/ في الخطاب الثقافي السياسي: دار المستقبل-الخليل 1997

14- الورثة الرواة: دار الأسوار – عكا 2000

15- ثقافة الأطفال تحت الاحتلال: منظمة التحرير الفلسطينية – تونس 1994

16- البشر المناديل-في بلاغة الضحايا وفصاحة المقهورين: دار الأسوار-عكا 2004

17- قصص على مدار قرن/تداعيات التراجيديا ومكابدات السرد: دار الشروق – رام الله، عمان 2008

18- مختارات من الشعر الفلسطيني-اختيار وتقديم: منشورات أمانة عمان الكبرى – عمان - 2002

19- قراءآت في أدب فلسطيني جديد «مشترك»: منشورات أوغاريت – رام الله 2008

### الرواية والقصة
1- المفاتيح تدور في الأقفال: دار صلاح الدين – القدس 1977

2- ضوء في النفق الطويل: دار الأسوار – عكا 1979

3- عايش تلين له الصخور: دار ابن رشد – القدس 1978

4- موسيقى الأرغفة: اتحاد الكتاب الفلسطينيين – رام الله 1998

5- بيت النار «سيرة ذاتية»: دار الشروق – رام الله وعمان 1998

6- خرائط وخيول: دار الأسوار – عكا 1998

## الجوائز
- أختارته وزارة الثقافة الفلسطينية شخصية العام الثقافية لعام 2011.
- حصل على وسام الاستحقاق والتميز الفلسطيني عام 2011، وقلده إياه الرئيس محمود عباس «تقديرا من الشعب الفلسطيني لدوره الأدبي والثقافي وإسهاماته في المجالات الإبداعية في ميادين الشعر والقصة والدراسات للموروث الشعبي الفلسطيني».

## وفاته
توفي الشاعر علي الخليلي في منزله بمدينة رام الله بالضفة الغربية بتاريخ 2 أكتوبر/تشرين الأول 2013 بعد صراع مع مرض السرطان